# Saint-Sébastien-de-Morsent
Saint-Sébastien-de-Morsent és un municipi francès situat al departament de l'Eure i a la regió de Normandia. L'any 2007 tenia 4.438 habitants.

## Demografia

### Població
El 2007 la població de fet de Saint-Sébastien-de-Morsent era de 4.438 persones. Hi havia 1.629 famílies de les quals 361 eren unipersonals (83 homes vivint sols i 278 dones vivint soles), 568 parelles sense fills, 557 parelles amb fills i 143 famílies monoparentals amb fills.
La població ha evolucionat segons el següent gràfic:
Habitants censats

### Habitatges
El 2007 hi havia 1.675 habitatges, 1.645 eren l'habitatge principal de la família, 5 eren segones residències i 25 estaven desocupats. 1.553 eren cases i 106 eren apartaments. Dels 1.645 habitatges principals, 1.183 estaven ocupats pels seus propietaris, 449 estaven llogats i ocupats pels llogaters i 12 estaven cedits a títol gratuït; 3 tenien una cambra, 38 en tenien dues, 145 en tenien tres, 516 en tenien quatre i 943 en tenien cinc o més. 1.222 habitatges disposaven pel capbaix d'una plaça de pàrquing. A 765 habitatges hi havia un automòbil i a 754 n'hi havia dos o més.

### Piràmide de població
La piràmide de població per edats i sexe el 2009 era:
| Homes | Edats   | Dones |
| ----- | ------- | ----- |
| 0     | 95 o +  | 0     |
| 0     | 90 a 94 | 0     |
| 12    | 85 a 89 | 20    |
| 12    | 80 a 84 | 32    |
| 36    | 75 a 79 | 60    |
| 60    | 70 a 74 | 72    |
| 140   | 65 a 69 | 92    |
| 144   | 60 a 64 | 136   |
| 116   | 55 a 59 | 148   |
| 188   | 50 a 54 | 156   |
| 160   | 45 a 49 | 192   |
| 104   | 40 a 44 | 140   |
| 148   | 35 a 39 | 144   |
| 116   | 30 a 34 | 108   |
| 92    | 25 a 29 | 80    |
| 68    | 20 a 24 | 68    |
| 128   | 15 a 19 | 108   |
| 164   | 10 a 14 | 152   |
| 124   | 5 a 9   | 172   |
| 88    | 0 a 4   | 68    |

## Economia
El 2007 la població en edat de treballar era de 2.666 persones, 1.871 eren actives i 795 eren inactives. De les 1.871 persones actives 1.745 estaven ocupades (856 homes i 889 dones) i 125 estaven aturades (67 homes i 58 dones). De les 795 persones inactives 356 estaven jubilades, 274 estaven estudiant i 165 estaven classificades com a «altres inactius».

### Ingressos
El 2009 a Saint-Sébastien-de-Morsent hi havia 1.695 unitats fiscals que integraven 4.345 persones, la mediana anual d'ingressos fiscals per persona era de 20.949 €.

### Activitats econòmiques
Dels 95 establiments que hi havia el 2007, 1 era d'una empresa extractiva, 2 d'empreses alimentàries, 5 d'empreses de fabricació d'altres productes industrials, 12 d'empreses de construcció, 17 d'empreses de comerç i reparació d'automòbils, 4 d'empreses de transport, 7 d'empreses d'hostatgeria i restauració, 4 d'empreses d'informació i comunicació, 4 d'empreses financeres, 5 d'empreses immobiliàries, 9 d'empreses de serveis, 15 d'entitats de l'administració pública i 10 d'empreses classificades com a «altres activitats de serveis».
Dels 29 establiments de servei als particulars que hi havia el 2009, 1 era una oficina de correu, 1 una oficina bancària, 1 funerària, 3 tallers de reparació d'automòbils i de material agrícola, 1 paleta, 3 guixaires pintors, 4 lampisteries, 2 electricistes, 3 perruqueries, 1 veterinari, 4 restaurants, 3 agències immobiliàries i 2 salons de bellesa.
Dels 7 establiments comercials que hi havia el 2009, 1 era un hipermercat, 1 una gran superfície de material de bricolatge, 2 fleques, 2 carnisseries i 1 una joieria.
L'any 2000 a Saint-Sébastien-de-Morsent hi havia 9 explotacions agrícoles que ocupaven un total de 460 hectàrees.

## Equipaments sanitaris i escolars
El 2009 hi havia 1 hospital de tractaments de mitja durada (seguiment i rehabilitació) i 3 farmàcies.
El 2009 hi havia 1 escola maternal i 2 escoles elementals.

## Poblacions més properes
El següent diagrama mostra les poblacions més properes.